# Římskokatolická farnost Libníč
Římskokatolická farnost Libníč je zaniklým územním společenstvím římských katolíků v rámci vikariátu České Budějovice - venkov českobudějovické diecéze.

## O farnosti

### Historie
V Libníči původně existovaly pouze lázně, součástí jejichž areálu byla dřevěná kaple. V letech 1714–1720 byl na místě této kaple postaven zděný barokní kostelík. Až v roce 1785 byla v místě zřízena lokálie. Z té pak byla v roce 1855 vytvořena samostatná farnost. Ta přestala být po polovině 20. století obsazována sídelním duchovním správcem.

### Současnost
Farnost ke dni 31.12.2019 zanikla a jejím právním nástupcem je Římskokatolická farnost Rudolfov.
| Fotografie | Kostel                     | Místo           | Bohoslužba                             | Bohoslužba             | Poznámka            |
| ---------- | -------------------------- | --------------- | -------------------------------------- | ---------------------- | ------------------- |
|            | Kaple                      | Červený Újezdec | neslouží se pravidelně                 | neslouží se pravidelně | obecní kaple        |
|            | Kaple sv. Floriána         | Hůry            | neslouží se pravidelně                 | neslouží se pravidelně | obecní kaple        |
|            | Kostel Nejsvětější Trojice | Libníč          | 3. čtvrtek v měsíci 1. sobota v měsíci | 16.00                  | bývalý farní kostel |
|            | Kaple sv. Václava          | Úsilné          | neslouží se pravidelně                 | neslouží se pravidelně | obecní kaple        |